# وزارة جميل المدفعي الخامسة
وزارة جميل المدفعي الخامسة أو الوزارة المدفعية الخامسة هي الحكومة العراقية الثلاثون.
خلفت هذه الوزارة وزارة رشيد عالي الكيلاني الرابعة التي أطيح بها بعد ثورة رشيد عالي الكيلاني ضد الوجود البريطاني في العراق ومساندته لألمانيا في الحرب العالمية الثانية..
استمرت هذه الوزارة للفترة من 2 حزيران 1941 إلى 7 تشرين الأول 1941 تشكلت بعدها وزارة نوري السعيد السادسة.

## التشكيلة الوزارية
تكونت الوزارة من الوزراء أدناه:
- رئيس مجلس الوزراء: جميل المدفعي
- وزير الداخلية: مصطفى العمري
- وزير الدفاع: نظيف الشاوي
- وزير العدلية: إبراهيم كمال، وكذلك وزير المالية
- وزير الخارجية: علي جودت الأيوبي
- وزير المعارف: محمد رضا الشبيبي
- وزير الاقتصاد: نصرت الفارسي، وقد شغل منصب وزير الشؤون الاجتماعية لحين استلام جعفر حمندي للمنصب
- وزير الشؤون الاجتماعية: جعفر حمندي
- وزير الأشغال والنقل: جلال بابان

قدم وزير العدلية والمالية إبراهيم كمال استقالته في 2 أيلول 1941، فقبلت الاستقالة في 9 أيلول 1941، فشغل وزير الخارجية علي جودت الأيوبي منصب وزير المالية بالوكالة وشغل وزير الشؤون الاجتماعية جعفر حمندي منصب وزير العدلية بالوكالة.